# Molophilus abhorrens
Molophilus abhorrens är en tvåvingeart som beskrevs av Günther Theischinger 1999.
Molophilus abhorrens ingår i släktet Molophilus och familjen småharkrankar. Inga underarter finns listade i Catalogue of Life.